# Blåglänsande svartbagge
Blåglänsande svartbagge (Platydema violaceum) är en skalbaggsart som först beskrevs av Johan Christian Fabricius 1790.  Blåglänsande svartbagge ingår i släktet Platydema, och familjen svartbaggar. Enligt den svenska rödlistan är arten sårbar i Sverige. Arten förekommer i Götaland, Öland och Svealand. Artens livsmiljö är skogslandskap, jordbrukslandskap.

## Bildgalleri

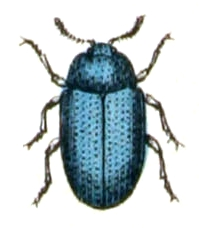